# Калласте

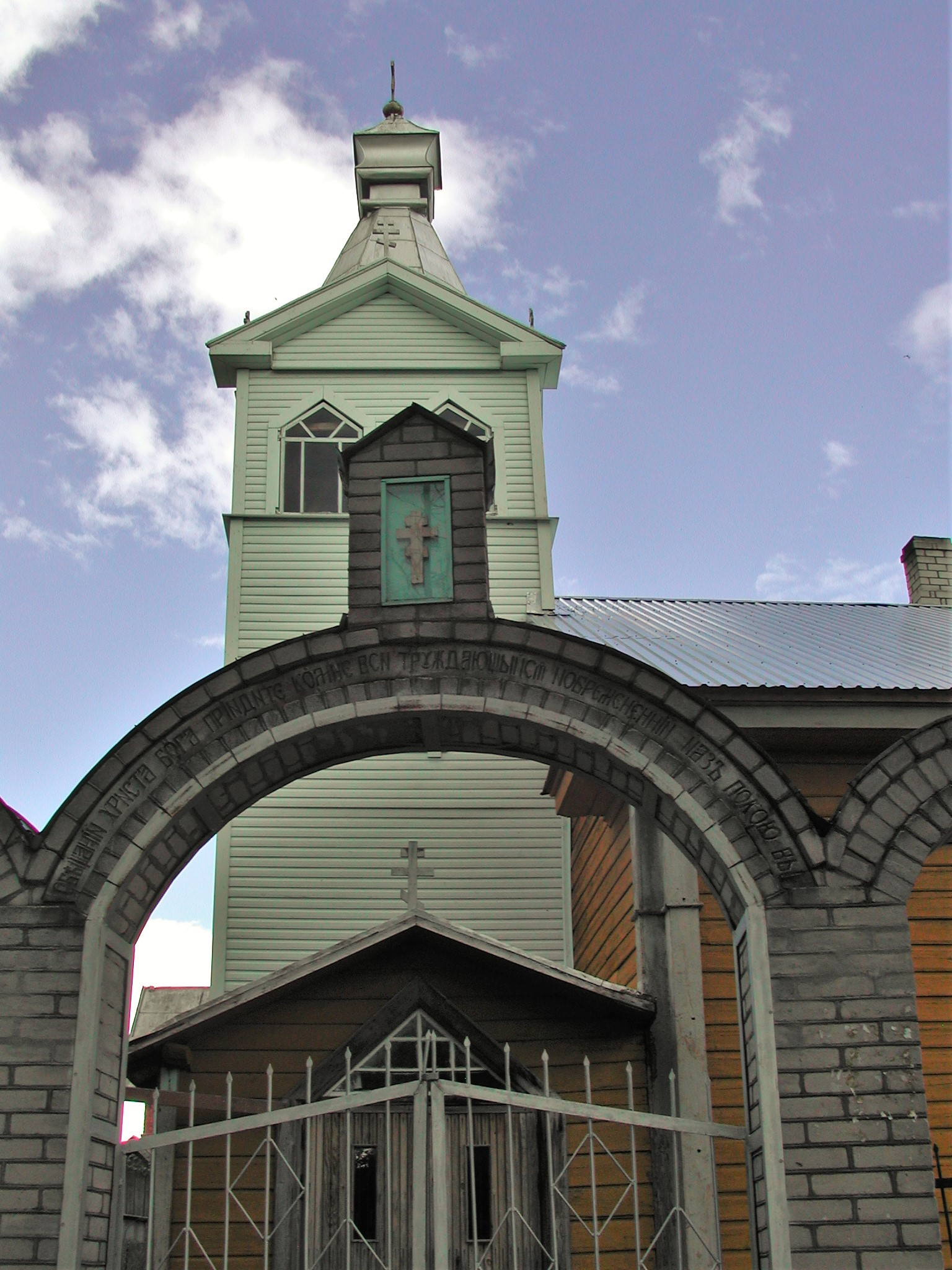
Старовірська церква в Калласте

Ка́лласте (ест. Kallaste) — місто на крайньому сході Естонії в повіті Тартумаа, на березі Чудського озера, входить до складу волості Пейпсіяере. Населення живе за рахунок лову риби. Більшість населення — росіяни. Естонці складають близько 15 %[джерело?].

## Назва
Назва міста походить від естонського слова kallas (берег). Російською поселення раніше називалося «Червона гора», «Червоні гори» або «Червоний посад», що пов'язано з червоним пісковиком, характерним для даної місцевості.

## Історія
Переселення воді і руських племен на займані містечком землі відбулося ще в XIII–XV століттях і в кінці XVI і особливо на початку XVII століття на узбережжі жили багато росіян, нащадки яких в основному стали естонцями. Нову хвилю переселенців становили втікачі від церковної реформи патріарха Никона старовіри з-під Новгорода, які і поклали початок сучасному рибацькому поселенню, заснованому у XVIII столітті на землях мизи Кокора. До 1918 року входило до складу Ліфляндської губернії Російської імперії. 1921 року стало селищем, в 1938 — містом. У 1950–1959 роках було центром Калластеського району.

## Природа

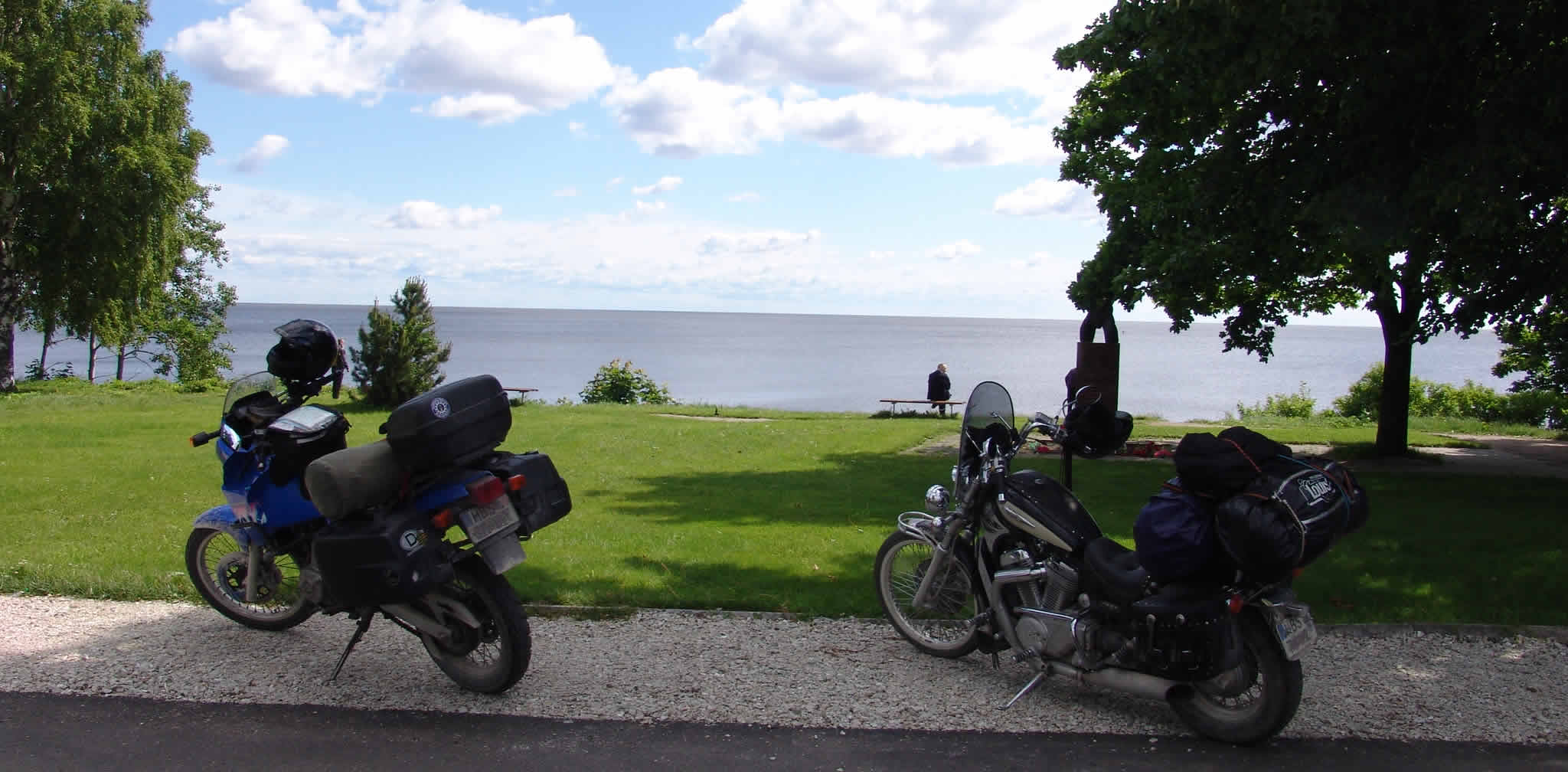
Чудське озеро у Калласте

У місті знаходиться найпротяжніше оголення девонського пісковика Естонії. Його розміри: довжина 930 м, максимальна висота 8 м (за вимірюваннями 2001 року). Також є низка печер і ґрунтових зламів.

## Чисельність населення
| 1897 | 1922 | 1934 | 1939 | 1940 | 1941 | 1959 | 1970 | 1979 | 1989 | 2000 | 2010 | 2012 | 2017 |
| ---- | ---- | ---- | ---- | ---- | ---- | ---- | ---- | ---- | ---- | ---- | ---- | ---- | ---- |
| 1354 | 1627 | 1605 | 1570 | 1616 | 1091 | 1668 | 1604 | 1431 | 1328 | 1195 | 1115 | 920  | 769  |

Етнічний склад (2000): росіяни — 72,91%, естонці — 21,14%.
Конфесійний склад (2000): православні — 17,55%, лютерані — 7,10%, інші віросповідання (в основному старообрядці) — 36,21%, невіруючі, атеїсти тощо — 39,15%.